# Evert Skoglund
Evert Skoglund (Milano, 10 maggio 1953) è un ex calciatore italiano, di ruolo centrocampista offensivo.
Appartiene ad una famiglia di grande tradizione calcistica: il padre Lennart Skoglund ha giocato nell'Inter, nella Sampdoria e nella Svezia, mentre il fratello Giorgio, cresciuto nel Milan, ha giocato soprattutto nelle serie minori.

## Carriera
A 11 anni entra nelle giovanili dell'Inter, con cui vince il Torneo di Viareggio 1971, e fa il suo esordio in Serie A proprio con i nerazzurri di Giovanni Invernizzi, nella stagione 1972-1973 sul campo della Lazio. Nell'Inter colleziona 6 presenze in due campionati prima di essere ceduto in prestito nelle serie inferiori.
Nell'ottobre 1974 passa al S. Angelo, squadra neopromossa in Serie C. In quella stagione torna a giocare per una partita allo stadio di San Siro, in occasione della gara contro il Monza terminata 0-0, sfida di cartello del campionato 1974-1975. Conclude la prima stagione con 8 reti in 29 partite; riconfermato in prestito al S.Angelo, migliora il suo rendimento realizzando 14 reti nel campionato di Serie C 1975-1976. Rientrato all'Inter, viene nuovamente prestato in terza serie, al Lecco: le realizzazioni diminuiscono (5 in 26 partite), ma conquista la Coppa Italia di Serie C e la Coppa Anglo-Italiana battendo in finale il Bath City.
Nell'estate 1977 l'Inter lo gira in prestito al Lecce, con cui disputa un campionato da titolare in Serie B giocando al fianco del fratello Giorgio. Nella stagione successiva ritorna in Serie C1, al Piacenza, inizialmente in prestito e quindi ceduto definitivamente. In Emilia gioca quattro campionati da titolare, al fianco di Sante Crepaldi e Giuliano Fiorini, che vincono la classifica cannonieri rispettivamente nel 1979 e 1980, e realizzando un massimo di 9 reti nella stagione 1980-1981. Lasciata Piacenza, si trasferisce alla Pro Patria (con cui retrocede in Serie C2) e quindi al Latina, in Serie C2.

## Palmarès

### Competizioni giovanili
- Torneo di Viareggio: 1

Inter: 1971

### Competizioni nazionali
- Coppa Italia Serie C: 1

Lecco: 1976-1977

### Competizioni internazionali
- Coppa Anglo-Italiana: 1

Lecco: 1977